# مانستر (إنديانا)
مانستر (بالإنجليزية: Munster, Indiana)‏ هي بلدة أمريكية تقع في الولايات المتحدة في مقاطعة ليك (إنديانا). يقدر عدد سكانها بـ 23,603 نسمة ومساحتها 19.81 كم2 وترتفع عن سطح البحر 186 متر.

## التركيبة السكانية
قام مكتب تعداد الولايات المتحدة بتحديد بيانات التركيبة السكانية لمانستر في تعداد الولايات المتحدة. في ما يلي، التركيبة السكانية حسب تعدادي 2000 و2010.

### تعداد عام 2000
بلغ عدد سكان مانستر 21,511 نسمة بحسب تعداد عام 2000، وبلغ عدد الأسر 8,091 أسرة وعدد العائلات 6,141 عائلة مقيمة في البلدة.
وتوزع التركيب العرقي للبلدة بنسبة 92.28% من البيض و 0.06% من الأمريكيين الأصليين و 4.49% من الأمريكيين ذوي الأصول الآسيوية و 0.02% من سكان جزر المحيط الهادئ و 1.03% من الأمريكيين الأفارقة و 1.02% من عرقين مختلطين أو أكثر.
```
وبلغت نسبة 
الأزواج
 القاطنين مع بعضهم البعض 65.5% من أصل المجموع الكلي للأسر، ونسبة 8.0% من الأسر كان لديها معيلات من الإناث دون وجود شريك، وكانت نسبة 24.1% من غير العائلات. تألفت نسبة 21.8% من أصل جميع الأسر من أفراد ونسبة 12.0% كانوا يعيش معهم شخص وحيد يبلغ من العمر 65 عاماً فما فوق. وبلغ متوسط حجم الأسرة المعيشية 3.07، أما متوسط حجم العائلات فبلغ 2.62.
```

بلغ العمر الوسطي للسكان 43 عاماً. وكانت نسبة 24.3% من القاطنين تحت سن الثامنة عشر، وكانت نسبة 5.5% بين الثامنة عشر والأربعة وعشرون عاماً، ونسبة 24.0% كانت واقعةً في الفئة العمرية ما بين الخامسة والعشرون حتى والأربعة وأربعون عاماً، ونسبة 27.5% كانت ما بين الخامسة والأربعون حتى الرابعة والستون، ونسبة 18.8% كانت ضمن فئة الخامسة والستون عاماً فما فوق. يوجد لكل 100 أنثى 91.9 ذكر، ويوجد لكل 100 أنثى في الثامنة عشر من عمرها فما فوق 87.4 ذكر.
بلغ متوسط دخل الأسرة في البلدة 63,243 دولار، أما متوسط دخل العائلة فبلغ 74,255 دولار. وكان متوسط دخل الذكور 53,387 دولار مقابل 34,490 دولار للإناث. وسجل دخل الفرد الخاص بالبلدة 30,952 دولار. وكانت نسبة 2.8% من العائلات ونسبة 4.3% من السكان تحت خط الفقر، وكان من هؤلاء نسبة 5.2% تحت سن الثامنة عشر ونسبة 2.9% في الخامسة والستين من العمر وما فوق.

### تعداد عام 2010
بلغ عدد سكان مانستر 23,603 نسمة بحسب تعداد عام 2010، وبلغ عدد الأسر 9,015 أسرة وعدد العائلات 6,540 عائلة مقيمة في البلدة. في حين سجلت الكثافة السكانية 3,118.0 نسمة لكل ميل مربع (1,203.9/كم2). وبلغ عدد الوحدات السكنية 9,393 وحدة بمتوسط كثافة قدره 1,240.8 لكل ميل مربع (479.1/كم2).
وتوزع التركيب العرقي للبلدة بنسبة 85.6% من البيض و 0.2% من الأمريكيين الأصليين و 5.8% من الأمريكيين ذوي الأصول الآسيوية و 3.5% من الأمريكيين الأفارقة و 1.8% من عرقين مختلطين أو أكثر.
بلغ عدد الأسر 9,015 أسرة كانت نسبة 32.9% منها لديها أطفال تحت سن الثامنة عشر تعيش معهم، وبلغت نسبة الأزواج القاطنين مع بعضهم البعض 59.1% من أصل المجموع الكلي للأسر، ونسبة 9.6% من الأسر كان لديها معيلات من الإناث دون وجود شريك، بينما كانت نسبة 3.9% من الأسر لديها معيلون من الذكور دون وجود شريكة وكانت نسبة 27.5% من غير العائلات. تألفت نسبة 24.6% من أصل جميع الأسر من أفراد ونسبة 13.1% كانوا يعيش معهم شخص وحيد يبلغ من العمر 65 عاماً فما فوق. وبلغ متوسط حجم الأسرة المعيشية 3.10، أما متوسط حجم العائلات فبلغ 2.59.
بلغ العمر الوسطي للسكان 44.8 عاماً. وكانت نسبة 23.4% من القاطنين تحت سن الثامنة عشر، وكانت نسبة 6.8% بين الثامنة عشر والأربعة وعشرون عاماً، ونسبة 20.1% كانت واقعةً في الفئة العمرية ما بين الخامسة والعشرون حتى والأربعة وأربعون عاماً، ونسبة 30.9% كانت ما بين الخامسة والأربعون حتى الرابعة والستون، ونسبة 18.7% كانت ضمن فئة الخامسة والستون عاماً فما فوق. وتوزع التركيب الجنسي للسكان بنسبة 48.0% ذكور و52.0% إناث.